# ماکائوی پرتغال
ماکائوی پرتغال (به لاتین: Portuguese Macau) مستعمره سابق پرتغال در جمهوری خلق چین است که در آسیای شرقی واقع شده‌است.

## نگارخانه

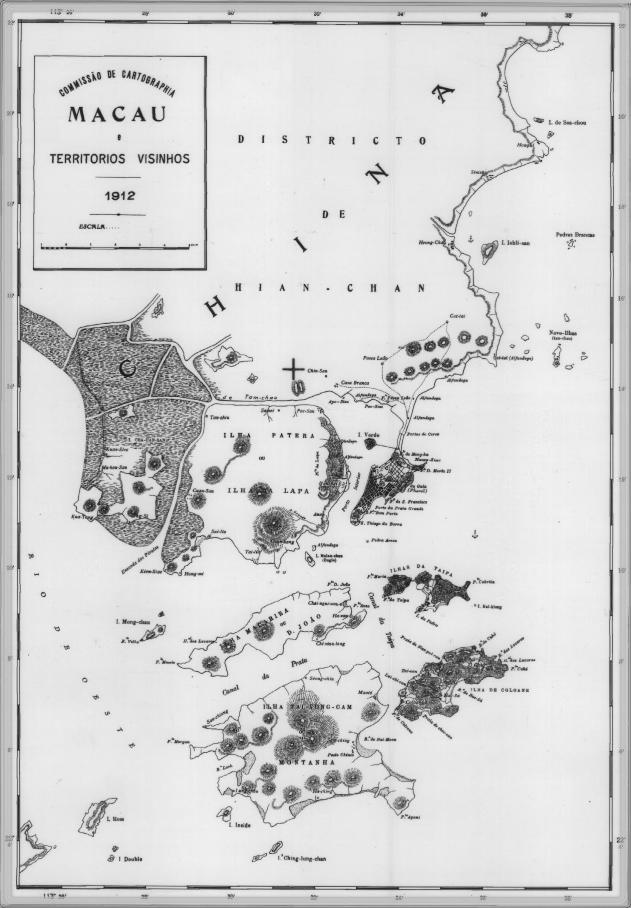
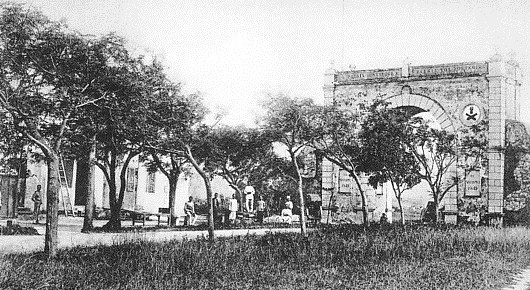